# Empires in Arms
Empires in Arms és un joc de taula descatalogat de Harry Rowland, publicat per l'⁣Australian Design Group el 1983. L'any 1985 ⁣Avalon Hill Game Company (ara subsidiària de Hasbro Inc.) va obtenir la llicència.
Matrix Games va llançar una versió per ordinador del joc a finals de 2007.

## Joc
Empires in Arms és un joc de guerra de "gran estratègia", centrat en la guerra a l'⁣època napoleònica de 1805-1815. Hi poden participar fins a set jugadors, cadascun assumint el control d'una Gran Potència (França, Gran Bretanya, Rússia, Àustria, Prússia, Espanya i Turquia). S'han desenvolupat variants que cobreixen altres períodes de temps i permeten jugadors addicionals elevant un país neutral a una potència jugable.
Malgrat que està classificat com a joc de guerra, l'objectiu del joc és assolir prestigi internacional (mesurat per "punts de victòria", tal com es descriu a continuació). Tot i que les campanyes militars d'èxit contribueixen al prestigi d'un jugador, hi ha altres maneres d'obtenir prestigi, com ara la creació d'aliances diplomàtiques i la millora de l'economia interna del país. Un jugador astut pot guanyar el joc sense declarar mai la guerra.
La victòria s'aconsegueix acumulant un nombre determinat de punts de victòria. El nombre de punts de victòria necessaris es determina a l'inici del joc, quan es realitza una subhasta on cada jugador ofereix un nombre determinat de punts de victòria per a cada país. El jugador que puja més per un país determinat juga aquest país. Com a resultat, encara que no tots els set països tenen la mateixa força, els països més febles tenen un avantatge competitiu si els jugadors ofereixen un nombre prou baix de punts de victòria per a ells.
Cada potència té una combinació única de poder econòmic i militar. A més, les propietats de les forces i generals disponibles varien àmpliament. Encara que la infanteria regular de Gran Bretanya té la moral alta, França en general posseeix l'exèrcit més gran i de més qualitat.
El joc complet dura 132 torns, un torn per cada mes, el temps de joc pot ser de 200 a 250 hores o més. Cada mes es divideix en quatre (de vegades cinc) fases:
- La fase diplomàtica on els jugadors negocien acords, forgen aliances, etc.
- La fase de reforç on cada jugador en seqüència afegeix reforços comprats prèviament.
- La fase naval on cada jugador realitza moviments navals en seqüència.
- La fase de terra on cada jugador es mou i lluita amb els seus exèrcits en seqüència.
- Una fase econòmica cada tres mesos, on els jugadors recullen recursos, compren reforços i guanyen punts de victòria.

Guanyar el joc es fa mitjançant l'obtenció de punts de victòria. Aquests es puntuen en la fase econòmica i es basen en l'estatus polític de cada nació. L'estatus polític d'una nació està influenciat per una sèrie de factors, però principalment per guanyar o perdre guerres i batalles. Les batalles les guanyen una combinació de generals disponibles, la qualitat de les tropes dels exèrcits i una estratègia de camp de batalla seleccionada abans de la batalla. Les tropes es divideixen en guàrdies d'elit, cavalleria, infanteria, artilleria, milícies i tropes feudals.
Les tropes tenen habilitats diferents, però difereixen principalment en la seva moral. La majoria de les batalles es guanyen reduint la moral dels oponents a zero en lloc de destruir tots els factors de l'exèrcit. Amb poques excepcions, les guerres només es poden guanyar mitjançant una rendició, i el moment i les condicions adequades d'una rendició són un dels elements clau del joc.

## Recepció
Empires in Arms va ser escollit per a la seva inclusió al llibre del 2007 Hobby Games: The 100 Best. Alessio Cavatore va comentar: "Qualsevol que conegui el joc Empires in Arms (EiA) estaria d'acord que és un monstre. És un dels jocs de taula més llargs, complicats i exigents que s'han produït mai. Sens dubte, és el més llarg al qual he jugat mai, i n'he jugat uns quants. Tanmateix, EiA també ha estat l'experiència de joc de taula més emocionant, captivadora i gratificant de la meva vida."
Games va incloure Empires in Arms entre els seus 100 millors jocs del 1986, qualificant-lo de "joc vívid de les Guerres Napoleòniques. Si bé els conflictes terrestres i marítims són importants, la diplomàcia i les decisions econòmiques també hi tenen un paper crucial".
Va ser nominat al premi Charles S. Roberts al millor joc professional de l'any a Origins '84.

## Videojoc
Una adaptació de videojoc per a Windows titulada Empires in Arms: The Napoleonic Wars of 1805–1815 va ser publicada el 2007 per Matrix Games. Armchair General va fer una ressenya del joc i el va qualificar de "recomanació fàcil per a veterans del joc de taula i aquells que volen aprendre".